# Amphimallon solstitiale
Amphimallon solstitiale es un coleóptero de la familia Scarabaeidae. Es muy habitual verlo durante las noches del solsticio de verano. La coloración puede variar muchísimo, desde tonalidades verdosas, ocres y marrones, lisos o rayados. Se alimenta de cualquier tipo de fruta dulce y muy madura; los higos son una de sus grandes debilidades. También consume el néctar de las flores y partes de las mismas flores. Sus larvas consumen madera podrida contribuyendo al renovamiento del bosque.

## Distribución geográfica
Habita en el paleártico: Eurasia.